# Turjak
Turjak este o localitate din comuna Velike Lašče, Slovenia.